# Diedrich Westermann
Diedrich Hermann Westermann, född 24 juni 1875, död 31 maj 1956, var en tysk missionär, afrikanist och lingvist. Han utökade och reviderade väsentligt det arbete som hans lärare Carl Meinhof hade utfört, även om han avvisade vissa av Meinhofs teorier endast outtalat. Westermann ses som en av grundarna av modern afrikansk lingvistik.
Han utförde omfattande lingvistiska och antropologiska utforskningar i området från Senegal österut till Övre Nilen. Hans lingvistiska publikationer täcker in ett stort antal afrikanska språk, däribland gbespråken, nuer, kpelle, shilluk, hausa och guang. Hans jämförande arbete, som upprättade en grundläggande åtskillnad mellan östliga och västliga sudanesiska språk lade grunden för mycket av dagens språkfamiljer Niger-Kongospråk och nilo-sahariska språk.
1927 publicerade Westermann en "praktisk ortografi för afrikanska språk" (Practical Orthography of African Languages) som senare blev känd som Westermannskriften. Senare publicerade han den inflytelserika och ofta omtryckta Practical Phonetics for Students of African Languages i samarbete med Ida Ward (1933).
Han föddes i Baden nära Bremen och dog också där.